# Lampada ad arco (Balla)
Lampada ad arco è un dipinto a olio su tela (174,7×114,7 cm) realizzato tra il 1909 e il 1911 dal pittore italiano Giacomo Balla. È conservato nel Museum of Modern Art(MoMA) di New York.

## Descrizione
Opera di grande interesse storico, sia per la tecnica che per il soggetto. Esso rappresenta una lampada ad arco che illumina la notte con i suoi fiotti di luce, sopraffacendo persino lo spicchio di luna. L'energia in questo quadro simboleggia il progresso,l'idea che l'uomo possa illuminare le notti con delle lune artificiali. 
La particolarità del quadro è legata al fatto che il soggetto (un banale lampione elettrico) possa trasmettere emozioni paragonabili a quelle del chiaro di luna. Infatti nessuno a quell'epoca (1909) poteva immaginare un simile soggetto.
La tela riporta in alto a sinistra l'anno 1909, anche se una parte della critica ritiene opportuno supporre che il reale anno di esecuzione sia il 1911, e che lo stesso Balla nel 1928 esponendo il dipinto ne abbia cambiato la cronologia. Il quadro compare per la prima volta nel catalogo della galleria Bernheim-Jeune nel 1912, ma scompare poi nei cataloghi delle successive mostre europee. Forse l'opera venne rifiutata perché ritenuta inadeguata rispetto alle altre.
Nel 1954 il dipinto fu acquistato dal MoMA di New York. Alla notizia Balla inviò la seguente lettera a Alfred Barr: 